# Acianthera aberrans
Acianthera aberrans är en orkidéart som först beskrevs av Carlyle August Luer, och fick sitt nu gällande namn av Franco Pupulin och Bogarín. Acianthera aberrans ingår i släktet Acianthera och familjen orkidéer. Inga underarter finns listade i Catalogue of Life.